# Locharcha emicans
Locharcha emicans är en fjärilsart som beskrevs av Edward Meyrick 1923. Locharcha emicans ingår i släktet Locharcha och familjen stävmalar. Inga underarter finns listade i Catalogue of Life.